# 蘇恩佩
蘇恩佩（1937年—1982年4月11日），香港人，信奉基督教。1966年 赴台灣事奉，於1967年擔任《校園團契》主編 ；1970年 赴新加坡養病，其間創辦《前哨》。1972年底，蘇恩佩回香港，於1973年與蔡元雲創辦突破機構 ，隨後創辦了《突破》、《突破少年》等雜誌。

## 生平
蘇恩佩，廣東中山縣人，生於香港，父親蘇彥武是商人。蘇恩佩有七兄姊，其中兩位姐姐蘇恩立（1982-2000 擔任香港培道中學校長）和蘇恩覺（宣教士）較為人所知。
蘇恩佩於香港英華女學校就讀中學，因學校是一所基督教學校，故開始認識基督教，並深受校長Vera Silcocks（1939-1941擔任校長）影響，決志奉獻一生給上主。蘇氏因有一股關懷弱勢社群的心，在英華女學校修畢中學預科課程後放棄進入香港大學，選擇入讀羅富國師範學院（今香港教育大學，教育學院前身），其後更在當時很偏遠的荃灣區的海壩街官立小學擔任小學音樂老師。
1982年4月11日復活節，蘇患癌症逝世。

## 著作
- 《仄徑》：證道出版社，1967-10 初版。
- 《基督教神學思想簡介》：校園書房，1971 初版。
- 《死亡，別狂傲》：突破出版社， 1981 初版。
- 《巴士渡輪747》：突破出版社， 1983 初版。
- 《蘇恩佩文集第一冊／散文．書信》：突破出版社， 1987初版。ISBN 9622649041
- 《蘇恩佩文集第二冊／戲劇．小說》：  突破出版社，1987初版。ISBN 9789622649064